# Braås
Braås is een plaats in de gemeente Växjö in het landschap Småland en de provincie Kronobergs län in Zweden. De plaats heeft 1567 inwoners (2005) en een oppervlakte van 172 hectare. Braås vormt het middelpunt van het noordelijk deel van de gemeente Växjö en ligt op een helling aan het meer Örken. Bij het meer ligt ook de hembygdsgården, met een café en een museum. Er is een grote school en een  ICA-supermarkt. In de directe omgeving van Braås bevinden zich twee natuurreservaten: Sjösås äng en Braås park. Braås wordt omgeven door dichte bossen.
Volvo Construction Equipment bouwt in Braås zogenaamde knikdumpers. Produktontwikkeling en marktstrategie wordt ook vanuit Braås gedaan en de fabriek geeft aan ongeveer achthonderd mensen werk. Een andere belangrijke werkgever is Mekra Lang Scandinvia AB. Dit bedrijf maakt spiegels voor vrachtauto's.

## Verkeer en vervoer
Bij de plaats lopen de Riksväg 23 en Riksväg 37.